# Simaba suffruticosa
Simaba suffruticosa är en bittervedsväxtart som beskrevs av Adolf Engler. Simaba suffruticosa ingår i släktet Simaba och familjen bittervedsväxter. Inga underarter finns listade i Catalogue of Life.